# Thomas Sutter (Schreiner)
Thomas Sutter (* 17. Mai 1982) ist ein Schweizer Designer und Schreiner mit abgeschlossener Schreinerlehre. 
Im Jahr 2003 gewann Thomas Sutter an den Berufsweltmeisterschaften der Schreiner den Weltmeistertitel. Thomas Sutter entwickelte sein Handwerk und begann aus dem natürlichen Rohstoff Holz seine eigenen Designermöbel zu kreieren. Seine Möbel sind alles Unikate (Tisch, Stuhl, Regal, Bett). Er ist Gewinner des Swiss Economy Award 2009. Er wohnt mit seiner Frau und drei Kindern in Appenzell, wo auch seine Schreinerei-Manufaktur beheimatet ist.